# 库里耶尔
库里耶尔（法語：Courrières，法語發音：[kuʁjɛʁ]）是法国上法蘭西大區加来海峡省的一个市镇，属于朗斯区。

## 地理
库里耶尔（50°27'29"N, 2°56'50"E）面积8.63 平方千米，位于法国上法蘭西大區加来海峡省，该省份为法国北部沿海省份，西北濒北海，南至索姆省，东临北部省。
与库里耶尔接壤的市镇（或旧市镇、城区）包括：卡尔万、埃南-博蒙、蒙蒂尼昂戈埃勒、瓦尼、富基耶尔莱朗斯、阿尔讷。

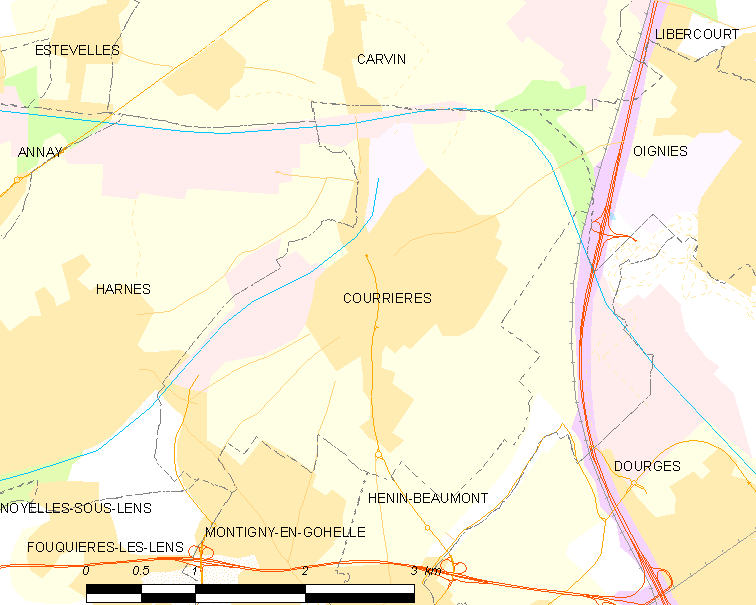
库里耶尔的OSM定位图

库里耶尔的时区为UTC+01:00、UTC+02:00（夏令时）。

## 行政
库里耶尔的邮政编码为62710，INSEE市镇编码为62250。

## 政治
库里耶尔所属的省级选区为卡尔万县。

## 人口

1962-2008年间库里耶尔人口变化图示

库里耶尔于2022年1月1日时的人口数量为10160人。